# نینگوی پیلبارا
نینگوی پیلبارا (نام علمی: Ningaui timealeyi) نام یک گونه از سرده نینگوی است.